# Opharus gemma
Opharus gemma är en fjärilsart som beskrevs av William Schaus 1894. Opharus gemma ingår i släktet Opharus och familjen björnspinnare. Inga underarter finns listade i Catalogue of Life.